# 요르요스 옌니마타스
요르요스 옌니마타스(Γεώργιος Γεννηματάς, 1873 ~ ?)는 그리스의 육상 선수였다. 그는 아테네에서 열린 1896년 하계 올림픽에 참가했다.
옌니마타스는 라코니아 태생이다.
옌니마타스는 100m 예선에서 스웨덴의 헨릭 셰베리와 같은 조에서 뛰었으며 순위는 셰베리와 조예선 4위나 5위를 한 것으로 알려져있으며 결승에는 진출하지 못했다.